# Кривенко, Виктор Николаевич
Виктор Николаевич Кривенко (укр. Віктор Миколайович Кривенко; род. 9 января 1982, Днепродзержинск, Днепропетровская область) — украинский политик, председатель партии «Народный рух Украины» с 2017 года.

## Биография
Окончил финансово-кредитный факультет Днепропетровского государственного университета (1998—2003), «Финансы»; Харьковскую юридическую академию имени Ярослава Мудрого (2008), «Правоведение»; факультет высших руководящих кадров Национальной академии государственного управления при Президенте Украины (2008—2011).
2001—2004 — помощник по экономическим вопросам директора Украинского института по проектированию металлургических заводов.
2004—2005 — помощник Генерального директора по энергетике, с 2005 — заместитель Генерального директора по развитию и инновациям ГП «ПО машиностроительный завод им. Макарова».
На парламентских выборах в 2006 году был кандидатом в народные депутаты Украины от партии «Вече», № 12 в избирательном списке.
2009—2010 — заместитель генерального директора Национального космического агентства Украины.
2011—2012 — советник Генерального директора ГП «Укрспецэкспорт».
2012—2013 — советник Генерального директора Государственного концерн «Укроборонпром».
С 2012 года — преподаватель (по совместительству), с 2013 года — преподаватель кафедры менеджмента и экономики Национального университета физического воспитания и спорта.
Советник Министра экономического развития и торговли Украины (2012—2013), советник вице-премьер-министра по вопросам развития индустриальных парков (2013—2014), советник Министра финансов Украины (2014).
С 2012 года — руководитель национальных проектов «Технополис», с 2014 года — «Индустриальные парки Украины».
С ноября 2014 года — народный депутат Украины VIII созыва от партии «Самопомощь», № 5 в избирательном списке. Внефракционный. Заместитель председателя Комитета Верховной Рады по вопросам бюджета.
Женат, имеет двух дочерей.